# TQM

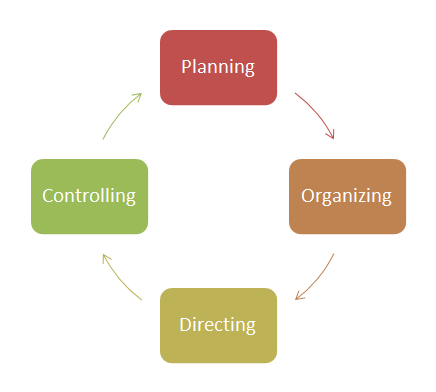
Procesul de management, sau de TQM.

Termenul TQM (Total quality management, în trad. managementul calității totale) poate fi definit drept o strategie de management care are ca scop înglobarea calității în toate procesele organizației. Trebuie precizat asupra terminologiei că denumirea completă în limba română este "Managementul calității totale" (traducere după ISO 8402:1994- versiune engleză) și Managementul total al calității (în versiune franceză: management total de la qualité).
American Society for Quality oferă următoarea definiție: " TQM este o abordare de management pentru succesul pe termen lung prin satisfacția clienților".
În Europa, promovarea TQM este asigurată de Fundația Europeană pentru Managementul Calității (EFQM - European Foundation for Quality Management).  Partenerul național și unic reprezentant al EFQM în România este Asociația TEAM4Excellence. În Japonia, promovarea TQM este asigurata de JUSE (Japanese Union of Scientists and Engineers); în SUA, această misiune este îndeplinită de NIST (National Institute of Standards and Technology).
Există unele referințe care afirmă că în SUA termenul TQM și-a pierdut popularitatea în anii recenți, totuși în Europa termenul "Total Quality Management" este încă utilizat pe larg.
Managementul calității totale (TQM) este un mod de conducere a unei organizații, centrat pe calitate, bazat pe participarea tuturor membrilor acesteia și care vizează un succes pe termen lung prin satisfacerea clientului, precum și avantaje pentru toți membrii organizației și pentru societate . TQM combină principiile lui Deming și Juran asupra controlului statistic al proceselor și procesele de rezolvare a problemelor în grup cu valorile japoneze referitoare la calitate și îmbunătățire continuă.
In esență, TQM este o filozofie de management al afacerilor care se ocupă de obținerea îmbunătățirii continue a satisfacției clienților, prin managementul calității produselor și serviciilor, condus în întreaga companie . TQM merge mai departe de aplicarea pur și simplu a ideilor calității totale la întreaga organizație, constituind o nouă abordare a managementului corporațiilor.
Managementul calității totale reprezintă o abordare a calității în scopul de a îmbunătăți eficacitatea și flexibilitatea afacerilor ca un întreg. TQM este în mod esențial un mod de a organiza și implica întreaga organizație: fiecare departament, fiecare activitate, fiecare persoană și fiecare nivel. Metodele și tehnicile TQM sunt la fel de utile în departamentul financiar, vânzări, marketing, distribuție, dezvoltare, relații publice, personal.
Una dintre definițiile TQM care pune accentul pe sistemul de management a fost dată de Hellsten și Klefsjö (2000) care definesc TQM ca "un sistem de management cu dezvoltare continuă, constând din valori, metodologii și instrumente, al cărui scop este creșterea satisfacției clienților externi și interni, cu o cantitate redusă de resurse". Foley, K.(2004) precizează că nu există o definiție general acceptată a TQM și că acesta a eșuat, în unele cazuri, să ofere rezultatele promise.
TQM a fost utilizat pe scară largă în fabricație, procese de educație, în servicii precum și în programe științifice și spațiale ale NASA.
 Asigurarea calității se definește ca ansamblul activităților planificate și sistematice, implementate în cadrul sistemului calității și demonstrate (dovedite) ca fiind necesare pentru furnizarea încrederii că cerințele referitoare la calitate vor fi îndeplinite. Se folosesc și noțiunile de " asigurare internă", respectiv "asigurare externă" a calității. Asigurarea internă a calității reprezintă totalitatea activităților care au scopul de a oferi încredere propriei conduceri că este realizată calitatea dorită.
Asigurarea externă a calității reprezintă ansamblul activităților care au scopul de a da încredere clienților (sau autorităților legale) că sistemul calității existent la furnizor va oferi produse sau servicii care vor satisface condițiile de calitate stabilite.
Managementul calității totale este un set de practici care permit unei organizații să livreze produse sau servicii de calitate. TQM este un proces de management centrat pe calitate, focalizat pe clienți, care urmărește realizarea imperativului strategic al organizației, de îmbunătățire continuă a calității. Termenul "total" din sintagma "Managementul calității totale" înseamnă că toate persoanele din organizație trebuie să fie implicate în eforturile de îmbunătățire continuă, în toate compartimentele organizației, de asemenea trebuie să fie implicate lanțul de aprovizionare și/sau întregul ciclu de viață al produsului. Termenul "calitate" este utilizat cu semnificațiile sale uzuale, în toată complexitatea lor , iar termenul "management" se referă la sistemul de managerizare, cu faze de planificare, organizare, conducere și asigurarea calității. Alte acronime care au fost utilizate pentru a descrie sisteme similare de management al calității includ CQI (continuous quality improvement - îmbunătățirea continuă a calității), TQC (total quality control- controlul total al calității), QIDW (quality in daily work- calitatea în munca zilnică), CWQC (company-wide quality control -controlul calității în întreaga companie) etc.

## Originile TQM
Managementul calității totale este un sistem de management care este, în general, atribuit lui W.Edwards Deming, însă la crearea corpului de cunoștințe cunoscute azi ca TQM au contribuit și Joseph. M. Juran, Philip Crosby, Armand Feigenbaum și Kaoru Ishikawa .In anii 1930, Deming a făcut echipă cu Walter A. Shewhart, un statistician de la Bell Telephone Company de la care a învățat conceptele de bază ale Controlului Statistic al Calității; ca urmare, utilizând teoriile lui Shewhart (1931) Deming a inventat procesul de management controlat statistic care a oferit managerilor mijloacele de a determina când să intervină într-un proces industrial.
Departamentul de Stat al SUA l-a trimis pe Deming în Japonia în anul 1947 pentru a revitaliza economia japoneză devastată de război. Deming a predat și promovat în Japonia instrumentele de control al calității, a introdus programe de control statistic al calității în sectoare de fabricație, iar ca o recunoaștere a muncii sale cel mai înalt premiu pentru calitate în Japonia este Premiul Deming. Mai târziu, "Metoda de Management Deming" a devenit un model pentru multe corporații americane, dornice să îmbunătățească nivelul calității.
Armand Feigenbaum (1951) a dezvoltat conceptul de Controlul Calității Totale. Feigenbaum pledează pentru construirea unui sistem de management total, care managerizează întregul lanț de valori ce leagă furnizorul cu clientul; el susține implicarea tuturor angajaților în îmbunătățirea continuă a performanțelor.
Calitatea totală este un ansamblu de principii, practici, instrumente și metode reunite într-o strategie globală, destinată pentru a îmbunătăți calitatea produselor și serviciilor organizației, în scopul satisfacerii cerințelor și așteptărilor clienților. În opinia lui J.Kelada (1990) calitatea totală reprezintă satisfacerea nevoilor clienților în ceea ce privește calitatea produsului sau serviciului, livrarea cantității cerute, la momentul și locul dorite, la un cost cât mai mic pentru client, în condițiile unor relații agreabile și eficiente cu acesta și ale unui sistem administrativ fără erori, începând cu realizarea comenzii și până la plata facturii. Conceptele de calitate totală și managementul calității totale sunt considerate echivalente. In opinia lui Feigenbaum, îmbunătățirea calității trebuie să fie obținută, în principal, prin metode statistice, prin controlul proceselor începând cu proiectarea produsului, de asemenea prin instalarea service-ului pe teren.
Ideea controlului calității totale (TQC) a fost transferată de la TQC la TQM. Kaori Ishikawa a discutat conținutul controlului calității totale în Japonia, care este diferit de ideea calității totale din țările occidentale. După explicațiile lui K.Ishikawa, conceptul înseamnă " controlul calității în întreaga companie" (CWQC), care implică toți angajații, de la managementul de vârf la muncitori, în controlul calității. Ishikawa a pledat pentru utilizarea metodelor statistice de control al calității, pentru promovarea controlului calității prin învățarea celor șapte instrumente statistice. Ishikawa a creat unul dintre aceste instrumente, diagrama cauză-efect, care este cunoscută și ca diagrama Ishikawa. Același expert a emis conceptul de "Cercuri de Control al Calității, formate din salariați benevoli, care înțeleg problemele de rezolvat și care vor putea elabora o soluție a problemelor. Aceste cercuri vor determina dacă soluția a atins țintele și în caz afirmativ, ele vor standardiza activitățile, ca parte a "muncii zilnice". .Primele trei "cercuri de control al calității" au fost înregistrate de JUSE (Japanese Union of Scientists and Engineers) în anul 1962 ,iar mișcarea pentru calitate s-a extins printre muncitori cu utilizarea extensivă a metodelor de control statistic al calității.
Joseph M.Juran, un expert american de origine română (s-a născut în România, la Brăila, în 1904) a publicat în 1951 cartea Quality Control Handbook (Manualul controlului calității)  care a devenit o lucrare de bază în domeniul controlului calității. Juran a exprimat abordarea sa asupra managementului calității sub forma de "Trilogia calității". El a considerat că managementul calității implică trei procese manageriale:
٭Planificarea calității
٭Controlul calității
٭Îmbunătățirea calității.
Prin planificarea calității Juran înțelege totalitatea activităților prin care se stabilesc obiectivele și condițiile pentru calitate ale organizației, în vederea satisfacerii necesităților clienților.
Controlul calității reprezintă ansamblul activităților și tehnicilor operaționale utilizate în scopul obținerii de produse sau servicii care satisfac cerințele și standardele pentru calitate.
Îmbunătățirea calității urmărește stabilirea proiectelor specifice de îmbunătățire, organizarea echipelor de lucru pentru fiecare proiect de îmbunătățire, diagnosticarea cauzelor apariției defectelor, stabilirea remediilor necesare (mijloacelor de corecție) pentru eliminarea cauzelor defectelor (sub forma acțiunilor corective și preventive) și, în final, dezvoltarea mecanismelor pentru controlul noilor proceduri de lucru.
Philip Crosby a fost implicat în anii timpurii ai inițierii TQM. După opinia lui Crosby, calitatea nu costă ("quality is free"), cea care costă este non-calitatea. Crosby a susținut o abordare a calității bazată pe fabricație, considerând calitatea ca fiind "conformitatea cu cerințele". Acest expert a susținut că producția cu "zero defecte" este un obiectiv realizabil și a considerat că pentru a realiza "zero defecte" calea constă în îmbunătățirea tehnicilor de prevenire. Opinia sa asupra calității a fost exprimată prin patru principii de bază ale managementului calității:
٭calitatea înseamnă conformitatea cu cerințele. Aceste cerințe trebuie să fie clar definite;
٭calitatea se realizează prin prevenire, iar prevenirea este un rezultat al instruirii, disciplinei, leadership-ului etc.;
٭standardul de performanță al calității este "zero defecte". Erorile nu trebuie să fie tolerate;
٭măsura calității este prețul non-conformității.

## Dimensiunile calității
Deoarece Managementul Calității Totale este concentrat asupra calității este evident că primul pas spre elucidarea semnificației acestei sintagme necesită înțelegerea termenului "calitate".
Există multe definiții ale calității, utilizate de profesioniști. Definiția bazată pe utilizator echivalează calitatea cu satisfacerea necesităților clienților. O astfel de definiție a fost popularizată de J.M.Juran, care a susținut pentru calitate conceptul "corespunzător pentru utilizare" (fitness for use- în l.engl). W.Edwards Deming afirmă că : "o bună calitate înseamnă un grad predictibil de uniformitate și dependabilitate, cu o calitate adecvată pentru piață".
Definiția calității propusă de Crosby -"conformitatea cu cerințele"- reflectă măsura în care un anumit produs este conform cu proiectul sau cu specificația.
American Society for Quality Control (ASQC) a formulat următoarea definiție: "calitatea reprezintă totalitatea caracteristicilor unui produs sau serviciu care se referă la capacitatea sa de a satisface necesități date".
D.A.Garvin, profesor la Harvard Business School, a susținut înțelegerea elementelor calității percepută de utilizator și a definit opt "dimensiuni ale calității":
٭calitatea de performanță
٭trăsăturile sau caracteristicile complementare (features- l.engl.)
٭fiabilitatea
٭calitatea de conformitate
٭durabilitatea
٭ușurința efectuării mentenanței (serviceability- l.engl.)
٭caracteristici estetice
٭calitatea percepută.
Calitatea de performanță se referă la caracteristicile funcționale principale ale produsului care se manifestă în funcționarea produsului și care atrag interesul clienților. Performanțele produselor sunt proprietățile lor de a realiza scopuri utilitare cum sunt productivitatea la utilaje de lucru, precizia de măsurare la aparate de măsură, viteza maximă de funcționare la calculatoare etc. Pentru un automobil, performanțele se referă la accelerația, manevrabilitatea, viteza de croazieră,confortul, avantajele trăsăturilor distinctive și distanța de frânare.
Trăsăturile sau caracteristicile complementare sunt caracteristici "atractive" suplimentare ale produsului care completează principalele caracteristici de performanță și care măresc atracția sau interesul utilizatorului pentru acel produs. La un produs de bază, o firmă poate adăuga mai multe facilități, în plus față de performanțele funcționale, care adaugă valoare produsului, obținându-se un model mai sofisticat. Exemplu: straturi de acoperire pe becuri pentru reducerea strălucirii orbitoare. Pentru un automobil, aceste trăsături distinctive pot include radio digital, zgomotul în habitaclu, GPS, control dual al aerului, servodirecția, ferestre acționate  mecanic etc.
Fiabilitatea produsului este probabilitatea ca produsul să nu se defecteze într-o perioadă de timp determinată. Aceasta reprezintă un element-cheie pentru utilizatorii care au nevoie ca produsul să funcționeze fără defectări. Un indicator statistic cu largă utilizare pentru fiabilitate este media timpului de bună funcționare MTBF. Există multe exemple și pentru fiabilitatea serviciilor, de exemplu livrarea promptă a poștei.
Calitatea de conformitate se referă la precizia cu care produsul sau serviciul satisface specificațiile tehnice. Abordarea tradițională a conformității constă în satisfacerea cerințelor (specificațiilor) în limitele toleranțelor specificate. Calitatea este considerată superioară dacă 95% sau peste, dintre produse, se află între limitele de toleranță. Calitatea de conformitate este un rezultat al procesului de fabricație și formează o precondiție pentru performanțele produselor. Cele mai obișnuite măsuri (indicatori) ale neconformității sunt ratele defectelor în fabrică și frecvența solicitărilor de service (reparație).
Durabilitatea comensurează durata de viață a produsului. Pentru unele produse, de exemplu becuri electrice, durabilitatea măsoară câte ore vor funcționa becurile până când vor trebui să fie înlocuite. Atunci când produsul poate fi reparat, estimarea durabilității este mai complicată. Produsul va fi utilizat cu un număr de reparații până când exploatarea acestuia nu mai este economică.
Ușurința efectuării mentenanței (serviceability- în l.engl.) este ușurința cu care poate fi efectuată o mentenanță corectivă sau preventivă asupra unui sistem, de exemplu de către un tehnician din service. Ca dimensiune a calității, ușurința efectuării mentenanței se evaluează prin viteza cu care produsul poate fi pus în service, când acesta se defectează, precum și prin competența și comportarea personalului care efectuează service-ul. Viteza service-ului poate fi măsurată prin timpul de răspuns și timpul mediu de reparație (MTR). Măsurarea comportării personalului de la service este mai dificilă, însă poate fi estimată pe baza opiniei clientului, după ce reparația a fost terminată.
Este de menționat că termenul din l.engleză "serviceability" a fost tradus în l.română și prin "serviceabilitate" (de exemplu, în lucrarea ) însă acest termen nu există în Dicționarul DEX online.
Caracteristicile estetice reprezintă o dimensiune subiectivă a calității, indicând preferințele personale ale unei persoane și anume, modul în care o persoană răspunde la caracteristici ale produsului cum sunt aspectul, conturul, culoarea, gradul de finisare, sunetul, gustul și mirosul. O persoană care apreciază un vin după aspect, gust și miros ca fiind mai bun decât alt sortiment, va spune că este de calitate mai bună.
Calitatea percepută este de asemenea o dimensiune subiectivă; aceasta reprezintă calitatea produselor estimată de clienți pe baza percepției personale: clientul compară calitatea asigurată de firma considerată cu cea specifică produselor altor firme. In unele cazuri, calitatea percepută apelează la moduri de apreciere cu un puternic conținut emoțional, care pot avea un caracter irațional și subconștient.
Calitatea este un concept multidimensional și există un consens limitat asupra modului în care aceasta poate fi evaluată sau operaționalizată.
Cele opt dimensiuni ale calității, identificate de Garvin, nu sunt direct aplicabile pentru servicii. Un studiu efectuat de Berry, Zeithaml și Parasuraman (1990) a identificat cinci dimensiuni principale ale calității serviciilor și anume:
٭Fiabilitatea
٭Sensibilitatea
٭Asigurarea
٭Empatia
٭Tangibilitatea
Fiabilitatea serviciului este aptitudinea de a efectua un serviciu sigur.
Sensibilitatea este disponibilitatea de a ajuta clienții și de a oferi un serviciu prompt, la timpul necesar.
Asigurarea este aptitudinea de a comunica clientului nivelul de competență și de a oferi serviciul cu amabilitatea necesară.
Empatia este accesibilitatea și aptitudinea de a comunica cu clienții , de a le acorda acestora o atenție individualizată și de a înțelege necesitățile acestora.
Tangibilitatea (tangibles-l.engleză) se referă la aspectul facilităților fizice, echipamentului, personalului și materialelor de comunicare.
Performanțele în privința acestor dimensiuni ale calității sunt măsurate, de obicei, pe baza opiniilor clienților.

## Principiile de bază ale TQM
TQM constituie un proces de îmbunătățire continuă a performanțelor persoanelor și ale întregii organizații. Este general acceptată ideea că baza conceptuală a filozofiei TQM este principiul îmbunătățirii continue. Pentru a conduce procesul de îmbunătățire continuă este necesar să fie aplicate o serie de principii fundamentale ale TQM. Există formulări diferite ale principiilor de bază ale TQM. De exemplu, R.J.Schonberger (1991) dă o atenție deosebită principiilor de îmbunătățire continuă și de asigurare a calității proceselor. G.Merli (1991) evidențiază următoarele principii de bază : satisfacerea clientului, calitatea pe primul plan ("quality first"), îmbunătățirea continuă, implicarea întregului personal. Stora și Montaigne (1986) consideră că principiile de bază ale TQM sunt : angajarea conducerii, implicarea întregului personal, îmbunătățirea rațională a calității.
Opinia autorilor Haist și Fromm (1991) reliefează următoarele principii: orientarea către clienți, principiul "zero defecte", îmbunătățirea continuă, accentul pe prevenire. Ținând seama de diferitele opinii exprimate de specialiști, se poate considera că principiile de bază ale TQM sunt următoarele.
1. Orientarea organizației către clienți. Acest principiu constă în dezvoltarea capacităților organizației de a înțelege și a satisface cerințele clienților săi. In primul rând, este necesar să fie identificați clienții externi și clienții interni. Determinarea cerințelor, necesităților și așteptărilor clienților permite transpunerea lor în specificații, pe baza cărora sunt realizate produsele, cu anumite caracteristici de calitate.
2. Asigurarea leadership-ului (implicarea conducerii). Acest principiu constă în asigurarea angajamentului personal al managerului general și al structurii de conducere de a se implica în aplicarea abordării integrate a TQM. In acest scop, managementul organizației va adopta planuri de dezvoltare a TQM, sistemul de conducere a organizației, sistemul de instruire internă etc.
3. Implicarea întregului personal în luarea deciziilor. Acest principiu constă în dezvoltarea capacităților tuturor de a acționa și a decide personal în rezolvarea problemelor, de a se implica în proiecte de îmbunătățire a calității.
4. Abordarea bazată pe proces. Toate activitățile din organizație trebuie conduse ca procese documentate și controlate, pentru a satisface cerințele clienților interni și externi. Trebuie să fie stabilite responsabilități precise pentru conducerea proceselor, iar interfețele proceselor cu funcțiile organizației trebuie să fie identificate.
5. Abordarea managementului ca sistem. Identificarea, înțelegerea și conducerea sistemului de management al calității, format din procese intercorelate, pentru obiective date, îmbunătățește eficiența organizației. Toți salariații trebuie să cunoască misiunea și viziunea organizației, trebuie să monitorizeze procesele.
6. Îmbunătățirea continuă a performanțelor. Acest principiu constă în implicarea întregului personal, la toate nivelurile și în toate entitățile în activități de îmbunătățire a capacităîilor distinctive ale organizației.
În Japonia a fost inventată și aplicată de către Masaaki Imai (1986) o nouă strategie de "îmbunătățire continuă", denumită în limba japoneză KAIZEN (KAI= schimbare, ZEN= mai bine). "KAIZEN" înseamnă îmbunătățirea continuă care implică toată lumea, de la manageri până la muncitori" (Masaaki Imai, 1986, op cit.pag.3). KAIZEN înseamnă o abordare sistematică pentru reducerea diferențelor dintre așteptările clienților și caracteristicile ieșirilor (outputs) proceselor.
W.Deming a conceput un proces de îmbunătățire continuă denumit "ciclul P-D-C-A", pe care l-a introdus în Japonia în 1950 și care este denumit și ciclul lui Deming.
Cele patru faze ale acestui ciclu sunt (cu denumirile în l.engleză):
٭Plan (P) -Planificarea activităților planului de îmbunătățire
٭Do (D) -Execuția planului de îmbunătățire
٭Check (C) - Verificarea lucrărilor executate
٭Act (A) - Acțiune pentru corectarea procesului.
7. Managementul prin fapte. Această expresie este traducerea literală a unei expresii din limba engleză ("management by facts") care are semnificația că fiecare din organizație trebuie să se asigure că orice decizie se bazează pe fapte.
Deciziile de management și acțiunile asupra sistemului de management al calității se bazează pe analiza "faptelor" care reprezintă date și informații asupra nivelurilor de performanță curente ale produselor sau serviciilor, realizate de organizația proprie și care sunt obținute din informații cuprinse în rapoarte de audit, acțiuni corective, produse neconforme, reclamații ale clienților etc. Analiza datelor relevante permite să se ia decizii bazate pe informații și reduce riscul deciziilor bazate pe "opinii" personale.
8. Relații cu furnizorii reciproc avantajoase. Acest principiu implică definirea și documentarea corespunzătoare a cerințelor care trebuie să fie satisfăcute de furnizori. Este necesară analiza și evaluarea performanțelor acestora pentru a controla furnizarea unor produse sau servicii de calitate.
Principiile de bază ale TQM, prezentate mai înainte, trebuie să fie incluse în cultura organizației, pentru a nutri un climat de cooperare deschisă și de lucru în echipă, între membrii organizației, clienți și furnizori.

## 14 principii de management ale lui Deming
De-a lungul anilor, Deming a cristalizat principiile sale asupra managementului calității în "14 puncte" (principii) care au devenit criterii de acțiune pentru transformarea completă a sistemului de management al unei companii. Cele "14 puncte" pentru managementul organizației sunt următoarele 
1. Crearea constanței scopului de îmbunătățire a calității produselor sau serviciilor, cu obiectivele de a deveni competitiv, a rămâne în afaceri și a oferi job-uri.
2. Adoptarea noii filozofii de management, renunțând la "nivelul acceptabil" al calității. Nu se poate supraviețui în afaceri cu "niveluri acceptabile" de neconformități, defecte, întârzieri în livrare.
3. Renunțarea la dependența de inspecția (controlul) 100% al produselor. Inspecția integrală (100%) trebuie înlocuită cu metode statistice de control.
4. Achiziția materialelor se va face numai de la furnizori cu procese de calitate. Renunțarea la relații cu furnizori numai pe baza prețurilor scăzute.
5. Se vor folosi metode statistice pentru a depista punctele defecte și se va urmări îmbunătățirea continuă a sistemului de producție și a serviciilor, pentru a îmbunătăți calitatea și productivitatea.
6. Instituirea instruirii întregului personal asupra job-ului.
7. Instituirea leadership-ului, cu scopul de a ajuta oamenii și mașinile să facă un job mai bun.
8. Înlăturarea fricii; crearea încrederii și a unui climat pentru inovare. Încurajarea comunicării, astfel încât fiecare angajat să-și poată prezenta punctele de vedere.
9. Înlăturarea barierelor dintre departamentele întreprinderii. Formarea de echipe cuprinzând persoane din departamente diferite (cercetare, proiectare,producție, desfacere) pentru identificarea problemelor și prevenirea apariției lor ulterioare.
10. Eliminarea obiectivelor numerice pentru forța de muncă (de exemplu, "zero defecte" sau noi niveluri de productivitate).
11. Analiza standardelor de muncă (normelor de muncă) la nivelul atelierelor. Eliminarea managementului prin obiective.
12. Îndepărtarea obstacolelor care îi privează pe oameni de a fi mândri de munca lor și eliminarea evaluării anuale sau a sistemului meritelor.
13. Instituirea unui program riguros de instruire a personalului.
14. Crearea unei structuri la nivelul conducerii de vârf, care să disemineze conceptele asociate cu cele 13 puncte precedente.
În esență, cele "14 puncte" ale lui Deming pot fi considerate în termenii a trei mari categorii:
٭constanța scopului
٭îmbunătățirea continuă
٭cooperarea între funcțiunile departamentelor.

## 7 "boli mortale"
W.Edwards Deming (1986) a schițat 7 "boli mortale" care împiedică introducerea cu succes a TQM:
1. Lipsa constanței scopului de îmbunătățire a calității.
2. Accentul pus pe profiturile pe termen scurt
3. Evaluarea prin performanțe, evaluarea prin merite sau analiza anuală a performanțelor.
4. Mobilitatea managementului. Atunci când managerii de vârf își schimbă organizațiile la fiecare 3-4 ani, eforturile de îmbunătățire continuă vor fi întrerupte.
5. Funcționarea companiei numai pe baza cifrelor vizibile, a indicatorilor cantitativi.
6. Costuri medicale excesive.
7. Costuri de răspundere juridică excesive.
Multe dintre aceste "boli" sau obstacole sunt atât de serioase încât pot fi fatale pentru o organizație, dacă nu sunt corectate.

## Implementarea TQM
Există multe sugestii și opțiuni pentru implementarea cu succes a TQM și introducerea schimbărilor în organizații, în scopul îmbunătățirii performanțelor.
Joseph R.Jablonski (1992) oferă un ghid în cinci faze pentru introducerea managementului calității totale: pregătire, planificare, evaluare, implementare și diversificare.
Pregătirea. In timpul pregătirii, managerii decid dacă să procedeze sau nu la introducerea unui program TQM. Pregătirea constă în trainingul inițial al personalului, stabilirea necesarului de consultanți exteriori, schițarea politicii corporației, angajarea resurselor necesare și comunicarea obiectivelor în toată corporația.
Planificarea. Se elaborează un plan detaliat de implementare (inclusiv bugetul și programarea), se stabilește infrastructura de suport al programului, se alocă resursele necesare (financiare, umane etc.) pentru începerea derulării programului.
Evaluarea. Un accent special se pune pe auto-evaluarea calităților și caracteristicilor personalului, dar și a companiei în întregime.
Implementarea. In acest moment, organizația poate implementa soluțiile de rezolvare a problemelor calității.
Diversificarea. Managerii își folosesc acum experiența pentru a implica grupuri din afara organizației (furnizori, distribuitori) în procesul calității. Diversificarea include activități de training, recompensare, sprijin și parteneriat cu grupurile cuprinse în inițiativele companiei în privința TQM.
Mann (1992) consideră că doi până la trei ani de implementare este perioada după care este probabil să devină evidente beneficii tangibile ale TQM.
Metode mai noi ale TQM utilizează benchmarking-ul și pun accent pe „învățarea” organizațională. Benchmarking-ul facilitează TQM prin dezvăluirea informațiilor asupra celor mai bune practici ale altor organizații și industrii. Benchmarking-ul asigură un proces din care o firmă poate „învăța” din rezultatele altor firme.

## Avantajele introducerii TQM
Diferite companii, firme, întreprinderi care au introdus programe de Managementul Calității Totale au raportat diferite avantaje obținute, dintre care cele mai relevante sunt următoarele.
٭Îmbunătățirea semnificativă a calității produselor sau serviciilor.
٭Creșterea satisfacției clienților, ceea ce conduce la vânzări suplimentare.
٭O micșorare importantă a risipei de resurse.
٭Creșterea productivității, deoarece personalul folosește timpul mai eficient.
٭Cresterea pe termen lung a cotei de piață.
٭Forța de muncă a devenit mai motivată, deoarece angajații își realizează potențialul lor complet.
٭Concentrarea atenției pe îmbunătățirea continuă.
La aplicarea TQM se folosește abordarea de echipă care transmite muncitorilor experiența rezolvării problemelor împreună cu colegii lor, iar pe de altă parte le permite să-și folosească cunoștințele și experiența în cursul eforturilor comune.
Conceptele TQM au domenii largi de aplicabilitate, atât pentru companii de fabricație cât și de servicii, pentru întreprinderi mari și mici.

## Instrumentele Managementului Calității Totale
1. Diagrama Pareto
2. Diagrama de control
3. Diagrama Ishikawa (diagrama cauză-efect)
4. Diagrama procesului
5. Brainstorming-ul
6. Benchmarking-ul
7. Diagrama afinităților
8. Metoda Taguchi
9. Desfășurarea funcției calității (QFD)
10. Control statistic al calității